# Макашин, Сергей Александрович
Сергей Александрович Мака́шин (1906—1989) — советский литературовед. Заслуженный деятель науки РСФСР (1981). Лауреат Сталинской премии второй степени (1950).

## Биография
Родился 16 (29) января 1906 года в Казани в семье помещика.
По окончании средней школы в 1923—1925 годах был студентом ВЛХИ имени В. Я. Брюсова, в 1923—1928 — литературного отделения этнологического факультета МГУ. В 1925—1931 годах был секретарём Отделения литературы, искусства и языкознания редакции БСЭ. В 1930 году работал учёным секретарём музеев А. П. Чехова и А. М. Горького при Государственной библиотеке СССР имени В. И. Ленина. В 1931 году был арестован и провёл в заключении два с половиной месяца. После отказа от восстановления в редакции БСЭ начал сотрудничать с только что основанным изданием «Литературное наследство».
В 1941 году арестован и приговорён к 5 годам исправительных работ. В 1943 году мобилизован, служил рядовым в штрафбате. Был тяжело ранен, попал в плен. После освобождения продолжал службу в РККА. В Чехословакии нашёл архив писателя-эмигранта В. И. Немировича-Данченко.
С 1946 года старший научный сотрудник ИМЛИ АН СССР. Был членом редколлегии и одним из руководителей издания Литературное наследство, редактировал его тома («М. Е. Салтыков-Щедрин», «Н. А. Некрасов», «В. Г. Белинский», «Ф. И. Тютчев», «Герцен и Огарёв», «Василий Слепцов», «Лев Толстой», «Иван Бунин», «Русская культура и Франция», «Новые материалы из архива П. В. Киреевского»).
В 1951 году в составе авторского коллектива редакции удостоен премии имени В. Г. Белинского «за подготовку трехтомного издания, посвящённого В. Г. Белинскому (т. 55—57)».
Руководил созданием 9-томной серии о жизни и деятельности А. И. Герцена и Н. П. Огарёва. Принимал участие в создании академических собраний сочинений М. Е. Салтыкова-Щедрина, А. И. Герцена, Л. Н. Толстого, И. С. Тургенева, А. Ф. Писемского. Был членом редколлегии серий «Литературные мемуары», «Переписка русских писателей». Доктор филологических наук.
Умер 21 октября 1989 года. Похоронен на Введенском кладбище (участок № 5).

## Основные работы
Книги
- «Салтыков-Щедрин. Биография (1826—1856)». М., 1949 (2-е изд., 1951);
- «М. Е. Салтыков-Щедрин в воспоминаниях современников», М. 1957 (сост.; 2-е изд. 1975, тт. 1—2);
- Салтыков-Щедрин на рубеже 1850—1860-х гг. Биография. М., 1972;
- Салтыков-Щедрин. Середина пути. 1860—1870-е гг. Биография. М., 1984;
- Салтыков-Щедрин. Последние годы (1875—1889). Биография. М., 1989

Статьи
- Литературные взаимоотношения России и Франции XVIII—XIX вв. // Литературное наследство, т. 29—30, М., 1937;
- Щедрин. Очерк жизни и творчества // «Литературное обозрение», 1939, № 9—10;
- О полном собр. соч. Салтыкова-Щедрина // «Советская книга», 1946, № 5;
- Некрасов и лит. политика самодержавия (совм. с Б. В. Папковским) // Литературное наследство, т. 49—50, М., 1946;
- Послесловие // Салтыков-Щедрин М. Е. Пошехонская старина, М., 1954;
- Город Глупов перед судом Щедрина // Салтыков-Щедрин М. Е. История одного города, М., 1959;
- Открытие Ивана Павловича // «Огонёк», 1963, № 2;
- Писатель горечи и гнева // «Вопросы литературы», 1965, № 6.

## Награды и премии
- Сталинская премия второй степени (1950) — за книгу «Салтыков-Щедрин. Биография» (1949)
- орден Отечественной войны I степени (1985)
- два ордена Трудового Красного Знамени
- орден Красной Звезды (1945)
- заслуженный деятель науки РСФСР (1981)